# Engin
Ne doit pas être confondu avec Engins.
Un engin désigne généralement une machine, destinée à suppléer les travailleurs dans leurs tâches de levage, transport, excavation, construction, démolition...
Du mot « engin » sont issus les mots « ingénieur » et le nom donné à l'art des ingénieurs : le « génie ».
Par extension les accessoires en athlétisme sont appelés aussi « engin ».

## Histoire
D'après Eugène Viollet-le-Duc, dans son « Dictionnaire raisonné de l’architecture française du XIe au XVIe siècle », on donnait le nom d'engin « à toute machine, d'où sont venus les mots engineor, engingneur pour désigner l'homme chargé de la fabrication du montage et de l'emploi des machines, d'où le nom d'ingénieur donné de nos jours à toute personne occupée de l'érection des ponts, du tracé des voies, de la construction des usines, des machines, des navires, des fortifications, etc. d'où enfin le nom de génie donné au corps. Parmi les engins du moyen âge il y a les engins employés pour un service civil comme les engins propres à monter ou à transporter des fardeaux, les grues, les chèvres, les treuils, les machines hydrauliques, les presses, puis les engins de guerre lesquels se divisent en engins offensifs, engins défensifs, et engins à la fois offensifs et défensifs »
En termes de construction, début XIXe siècle, un engin est une machine servant à élever en saillie les grosses pièces ou des fardeaux. Il est composé d'une solle avec sa fourchette, d'un poinçon, de quatre moïses, de deux contre-fiches, d'un rocher, d'un treuil avec ses bras, d'une jambette, d'une sellette, de deux liens et d'un fauconneau ayant une poulie à chaque extrémité. Une Machine désigne un assemblage de pièces de bois disposées de manière qu'avec le secours de poulies, de moufles et cordages, un petit nombre d'hommes peuvent enlever de gros fardeaux et les poser en place, comme le vindas, l'engin, la grue, le gruau (Grue plus petite que l'on met en mouvement par un tourniquet au lieu d'une roue), le treuil, etc. qui se montent et se démontent selon le besoin qu'on en a.